# Alan Kaufman
Alan Kaufman (* 12. Januar 1952 in New York) ist ein US-amerikanischer Schriftsteller. Er lebt in San Francisco.

## Leben
Alan Kaufman wächst als jüdischer Junge in der Bronx auf und erlebt die Kindheit als Multikulti-Ereignis und Gangstertum. Die diversen Initiationsriten und Überlebenskämpfe sind im autobiographischen Roman Judenlümmel dargestellt.
Als Lyriker und Manifest-Autor ist Alan Kaufman dem Sound der Beatniks verpflichtet. „Ein GEHEUL. In der Eisenhower-Ära von Ginsberg bedurfte es nur eines Dichters, ein Testament aufzusetzen. Heute sind dazu fünfundzwanzig, fünfzig, eine ganze Welt vonnöten. Die ganze Batterie neuer Dichter weltweit ist das kollektive GEHEUL dieser Generation, die uns in ein neues Zeitalter führt.“ heißt es im Lyrikband Zwangsjackenelegien.
Alan Kaufmann lebt in San Francisco.
Dem deutschsprachigen Publikum  ist er durch seine Teilnahme am Sprachsalz 2013 bekannt geworden, wobei er bereits Anfang der 1990er Jahre als Spoken-Word-Autor z. B. in Berlin und im Literaturhaus Salzburg auftrat. Seine deutschsprachigen Bücher erscheinen im Verlag BAES in Zirl bei Innsbruck, dieser Verlag ist auf Literatur der Beatniks spezialisiert.
Der österreichische Schriftsteller Norbert Gstrein hat 2016 seinen Roman In der freien Welt Alan Kaufman gewidmet. Die jüdische Figur in seinem Roman trägt durchaus Züge des jüdischen Helden aus Judenlümmel.

## Werke
- Jew Boy; Farrar, Straus, New York 2000
- Matches; Little Brown and Company 2005
- Drunken Angel; Viva Editions 2011

Anthologien:
- The New Generation: Fiction For Our Time From America’s Writing Programs; Anchor/Doubleday 1987
- The Outlaw Bible of American Poetry; Thunder’s Mouth Press 1999
- The Outlaw Bible of American Literature; Thunder’s Mouth Press 2004
- The Outlaw Bible of American Essays Thunder’s Mouth Press 2006

## Übersetzungen ins Deutsche
- Zwangsjackenelegien. A. d. Amerikan. von Jürgen Schneider. Zirl: Edition BAES 2013. ISBN 978-3-9503559-0-1.
- Judenlümmel. A. d. Amerikan. von Jürgen Schneider. Zirl: Edition BAES 2014. 501 Seiten. ISBN 978-3-9503811-0-8.